# Phùng Quốc Tuấn
Phùng Quốc Tuấn là một sĩ quan cấp cao trong Quân đội nhân dân Việt Nam, hàm Thiếu tướng, hiện là Phó Chính ủy Bộ đội Biên phòng Việt Nam.

## Thân thế và binh nghiệp
sinh năm 1964 , quê Mỹ Phương, Ba Bể, Bắc kạn. Trước năm 2014, ông là Phó Chính ủy Bộ chỉ huy Bộ đội Biên phòng Cao Bằng.
Năm 2014, giữ chức Chính ủy Bộ chỉ huy Bộ đội Biên phòng Cao Bằng.
Tháng 9 năm 2016, ông được bổ nhiệm giữ chức Phó Chủ nhiệm Chính trị Bộ đội Biên phòng Việt Nam.
Tháng 7 năm 2017, ông được bổ nhiệm giữ chức Phó Chính ủy Bộ đội Biên phòng Việt Nam đồng thời được thăng quân hàm Thiếu tướng
Thiếu tướng (2017)